# José de Legorburu y Domínguez-Matamoros

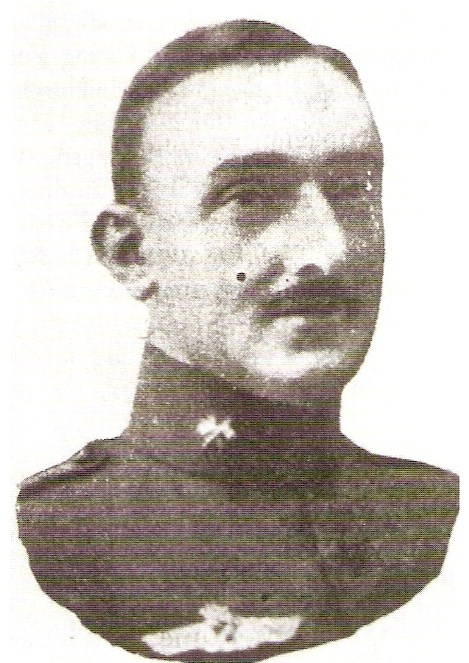
José de Legorburu y Domínguez-Matamoros

José de Legorburu y Domínguez-Matamoros (* 1882 in Oviedo; † 1935 in Bad Kissingen) war ein spanischer Major, Schriftsteller, Dichter und Flugpionier.

## Leben
Legorburu stammte aus einer alten baskischen Adelsfamilie; der Beiname Matamoros bedeutet übersetzt Maurentöter. Im Jahr 1899 begann er seine militärische Laufbahn bei der Kavallerie, 1925 war er Kommandant.
Obwohl er erst 1916 offiziell seinen Pilotenschein machte, überflog er schon 1912 als Erster die Straße von Gibraltar. Als überzeugter Republikaner wurde Legorburu im Jahr 1931 zunächst Adjutant des Präsidenten Niceto Alcalá-Zamora, 1933 Attaché der spanischen Luftwaffe für Europa in Paris und London.
Sein Grab befindet sich auf dem Kapellenfriedhof im unterfränkischen Bad Kissingen.